# Treron axillaris
Treron axillaris là một loài chim trong họ Columbidae.